# Clossiana terrae-novae
Clossiana terrae-novae är en fjärilsart som beskrevs av Holland 1928. Clossiana terrae-novae ingår i släktet Clossiana och familjen praktfjärilar. Inga underarter finns listade i Catalogue of Life.